# Бидгощ
Би́дгощ (пол. Bydgoszcz, нім. Bromberg, лат. Bidgostia) — місто в історичній області Куявія на півночі Польщі. Розміщене на річці Брді, є початковим пунктом Бидгоського каналу, який на сході доведений до Вісли. Бидгощ — найбільше місто та адміністративний центр Куявсько-Поморського воєводства.
Є одним із найбільших міст Польщі, 8-м за чисельністю населення (363 930 осіб), 10-м за площею (175,98 км²). Бидгощ оточений великими лісовими масивами; у місті є багато зелених зон: парків (зокрема, один із найбільших у Польщі), лісів. Місто є значним економічним, культурним, науковим, медичним (10 лікувальних закладів, один із найкращих онкологічних центрів країни), військовим (розташовані Інспекторат Управління Збройних сил, а також навчальний центр НАТО) та спортивним центром країни. Є великим транспортним вузлом (автомобільним, залізничним, водним), має міжнародний аеропорт імені Ігнація Яна Падеревського та річковий порт, тут перетинаються два річкових транспортних шляхи, які об'єднують між собою річкові транспортні системи Західної та Східної Європи.
Місто має диверсифіковану промисловість і розвинуту сферу послуг. Поряд із вітчизняними підприємствами в місті функціонує також багато представництв іноземних компаній. У 2005 році засновано Бидгоський промислово-технологічний парк, в якому у 2009 році на 30 га заклали Поморську спеціальну економічну зону.
У 2010 році в Бидгощі навчалося 44,4 тис. студентів, тут діють 4 публічних вищих навчальних заклади: Університет Казимира Великого, Природничо-технологічний університет ім. Снядецьких, Медичний коледж Університету Миколая Коперника, Музична академія, а також 6 приватних університетів, три з яких належать до великих навчальних центрів північної Польщі — Куявсько-Поморська вища школа, Вища школа економіки, а також Вища банківська школа
Місто є великим центром музичної культури, діють відома філармонія з доброю акустикою, сучасна опера. У 2005 році випускник Музичної академії Рафал Блехач став переможцем XV Міжнародного конкурсу піаністів імені Фридерика Шопена (2005). Окрім публічного Польського драматичного театру, у Бидгощі функціонують також кілька приватних театрів, численні художні галереї традиційного та сучасного мистецтва.
Є великим туристичним центром. Заслуговують на увагу Старе місто в долині річки Брди (до складу також входить район Старий Фордон, розміщений над Віслою), Млинарський острів (пол. Wyspa Młyńska), Бидгоська Венеція та Середмістя з будівлями у стилі сецесії, старовинні костели, католицькі святині, численні музеї. Унікальною пам'яткою Бидгоща є найстаріший із діючих штучних водних транспортних шляхів — Бидгоський канал (1774 року) із системою шлюзів. Чарівності місту додає набережна, яку в темну частину доби освітлюють. У весняно-літній сезон на річці Брді працює річковий трамвай. Є велика кількість гідротехнічних споруд.
Бидгощ є членом Спілки польських метрополій, центром Бидгоського повіту. З 2004 року — центр Бидгоської дієцезії Римсько-католицької церкви в Польщі. У місті перебуває Адміністративний суд воєводства.

## Історія

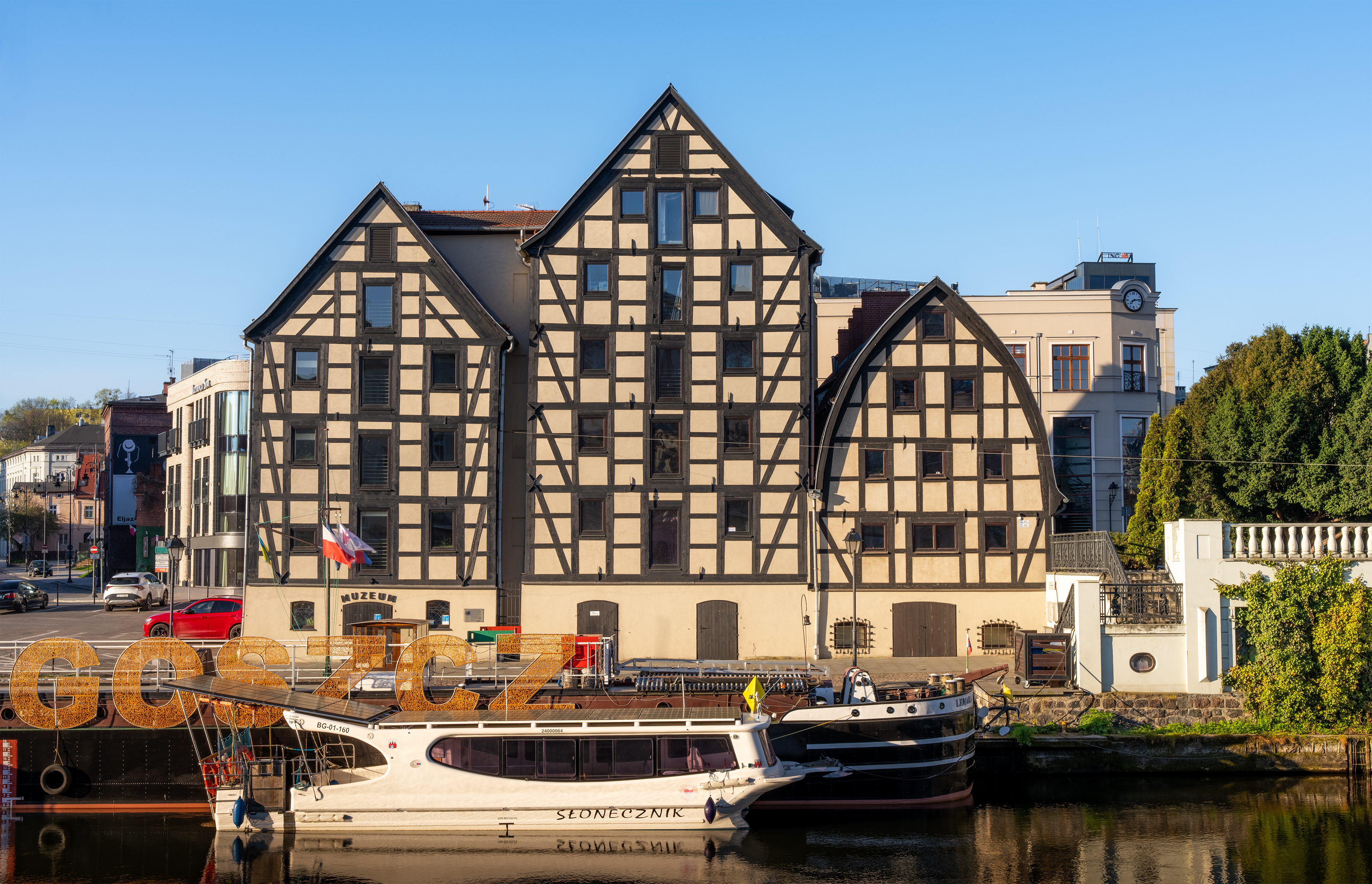
Старовинний шпихлір нагадує про давні торговельні традиції Польщі

У середньовіччі — прикордонне місто. У 1346 році король Казимир III Великий надав місту Маґдебурзьке право. У XVI столітті, завдяки торгівлі зерном та сіллю, місто стало одним з найбільших у Польщі. Після 1772 році в результаті першого поділу Речі Посполитої, місто потрапило під німецький вплив (спочатку в Прусському королівстві, а з 1871 року у складі Німецької Імперії). У 1773 році почали будівництво Бидгоського каналу, що пов'язує річки Брду та Нотець. З 1815 року місто було частиною Великого князівства Познанського. У XIX столітті побудували залізницю, яка з'єднала Бидгощ із Пілою, Гданськом, Торунем та Іновроцлавом. Частину своєї історії Бидгощ був під німецькою владою через серію розподілів Польщі. Однак у 1919 році, згідно з положеннями Версальського договору, Бидгощ був знову долучений до складу Польщі.
Під час другої світової війни Бидгощ знаходився у Бидгоському  окрузі райхсгау Данциг — Західна Пруссія, однак юридично він не був визнаний через те, що німці окупували Польщу. Після звільнення Бидгощ став столицею Поморського, у 1975—1998 Бидгоського, після 1998 року Куявсько-Поморського воєводства Польщі. 1973 року до складу міста увійшло сусіднє місто Фордон.

### Українці в Бидгощі
Військові кошари в місті стали місцем інтернування вояків УНР. О. Колянчук вказує, що невеликі групи солдат УНР було інтерновано у інших військових осередках Бидгоща.
У Бидгощі після Ченстохови опинилися вояки 1-шого Запорізького окремого авіаційного загону. За наполяганням підполковника В. Мурашка їх перевели сюди, де їм знайшлася робота за фахом у навчальних закладах польських Військово-повітряних сил. Льотчики стали працювати інструкторами з пілотажу у Нижчій школі пілотів, а авіаційні техніки — у Школі авіамеханників (окрім підготовки польських спеціалістів вони також займалися ремонтом літаків та ротаційних двигунів. Загалом, у школах міста знайшли працю 53 вояки загону. 22.11.1921 р. у Бидгощі українці офіційно передали полякам усе майно 1-го Запорізького авіаційного загону, зокрема 8 справних літаків, 3 вантажівки «Берліє», напів-вантажівку «Фіат» та ін. Українські авіатори працювали в Бидгощі до літа 1922 р. Тоді в умовах кризи і інфляції за вимаганням місцевої громадськості їх звільнили. Після цього авіаційний загін як військова частина припинив своє існування. Люди роз'їхалися по Польщі, хтось виїхав до Західної Європи, а хтось повернувся до України, де був репресований.
У Бидгощі служив у авіачастині по Андрій Володимирович Наконечний — багатолітній діяч та керівник ельблонзького відділення Українського-суспільного культурного товариства / Організації українців в Польщі, член головного правління УСКТ, почесний голова ельблонзького відділення ОУП.
У місті наявні також вулиці з українськими назвами: вулиця Huculska та вулиця Kijowska.

## Географія

### Клімат
| Клімат Бидгоща            | Клімат Бидгоща | Клімат Бидгоща | Клімат Бидгоща | Клімат Бидгоща | Клімат Бидгоща | Клімат Бидгоща | Клімат Бидгоща | Клімат Бидгоща | Клімат Бидгоща | Клімат Бидгоща | Клімат Бидгоща | Клімат Бидгоща | Клімат Бидгоща |
| Показник                  | Січ.           | Лют.           | Бер.           | Квіт.          | Трав.          | Черв.          | Лип.           | Серп.          | Вер.           | Жовт.          | Лист.          | Груд.          | Рік            |
| Середній максимум, °C     | 0,8            | 2,7            | 7,1            | 13,6           | 18,6           | 21,6           | 23,5           | 23,2           | 18,6           | 12,7           | 7,1            | 2,9            | 12,7           |
| Середня температура, °C   | −1,2           | −0,1           | 3,3            | 8,9            | 14             | 17,4           | 19,4           | 19,0           | 14,7           | 9,5            | 4,9            | 1,0            | 9,2            |
| Середній мінімум, °C      | −3,5           | −2,9           | −0,5           | 3,8            | 8,8            | 12,4           | 14,9           | 14,5           | 10,7           | 6,5            | 2,7            | −1             | 5,5            |
| Норма опадів, мм          | 44             | 36             | 48             | 40             | 61             | 66             | 88             | 64             | 54             | 46             | 43             | 46             | 636            |
| Днів з опадами            | 8              | 7              | 8              | 7              | 8              | 8              | 9              | 8              | 7              | 7              | 7              | 8              | 92             |
| Вологість повітря, %      | 84             | 82             | 77             | 69             | 66             | 65             | 69             | 69             | 73             | 80             | 87             | 85             | 76             |
| ------------------------- | -------------- | -------------- | -------------- | -------------- | -------------- | -------------- | -------------- | -------------- | -------------- | -------------- | -------------- | -------------- | -------------- |
| Джерело: Climate-Data.org |                |                |                |                |                |                |                |                |                |                |                |                |                |

## Населення

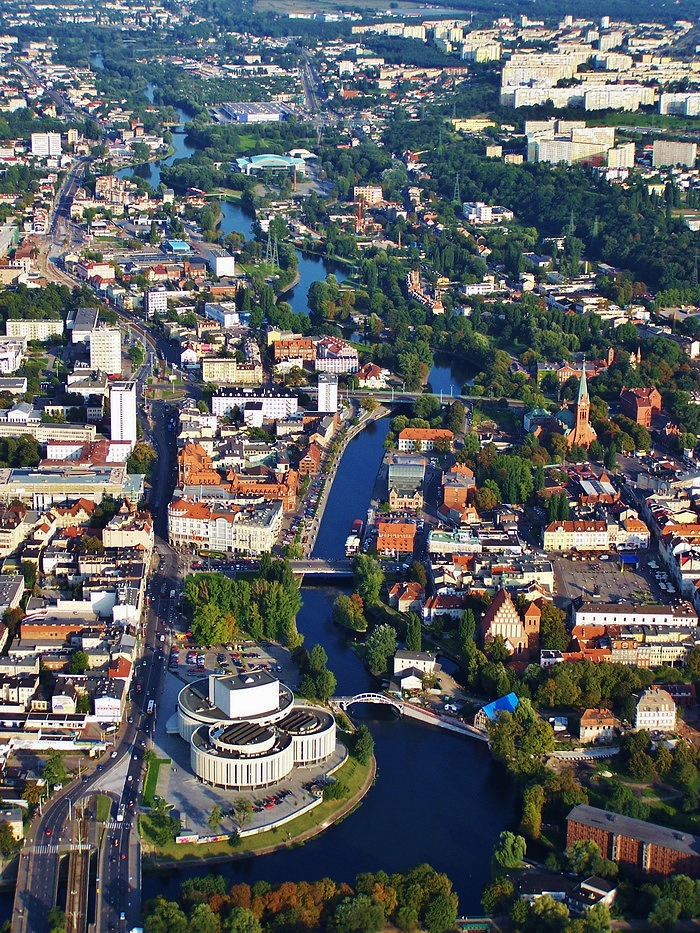
Бидгощ з висоти пташиного польоту

Населення Бидгоща нараховує 366 074 осіб: 195 648 жінок і 173 175 чоловіків (дані на 2005). В останні роки в місті поширюється постійна тенденція вилюднювання міста. Значне число від'їжджаючих складають мігранти до Великої Британії та Ірландії.
Із 2017 року, коли Україна отримала безвізовий режим із ЄС і Польщею зокрема, у місті з'являється все більше українців.

### Населення за роками
| Приріст | Рік      | Населення | Приріст | Рік  | Населення |
| ------- | -------- | --------- | ------- | ---- | --------- |
|         | XVII ст. | 4 900     | ▲       | 1955 | 202 044   |
|         | 1717     | 150       | ▲       | 1965 | 256 582   |
| ▲       | 1800     | 4691      | ▲       | 1968 | 278 000   |
| ▲       | 1849     | 10 263    | ▲       | 1975 | 322 657   |
| ▲       | 1875     | 31 308    | ▲       | 1985 | 366 424   |
| ▲       | 1910     | 57 700    | ▲       | 1990 | 380 000   |
| ▲       | 1921     | 90 095    | ▲       | 1998 | 386 855   |
| ▲       | 1930     | 117 945   | ▼       | 2004 | 369 151   |
| ▲       | 1939     | 143 100   | ▼       | 2008 | 358 928   |
| ▼       | 1945     | 135 491   | ▼       | 2010 | 356 177   |

Демографічна структура станом на 31 березня 2011 року:
|          | Загалом | Допрацездатний вік | Працездатний вік | Постпрацездатний вік |
| -------- | ------- | ------------------ | ---------------- | -------------------- |
| Чоловіки | 171278  | 30096              | 119817           | 21365                |
| Жінки    | 192648  | 28670              | 114411           | 49567                |
| Разом    | 363926  | 58766              | 234228           | 70932                |

## Транспорт
У західній і північній частині міста будується (станом на кінець 2018 року) об'їзна дорога, що стане частиною швидкісної автотраси  S5 E261.

## Культура

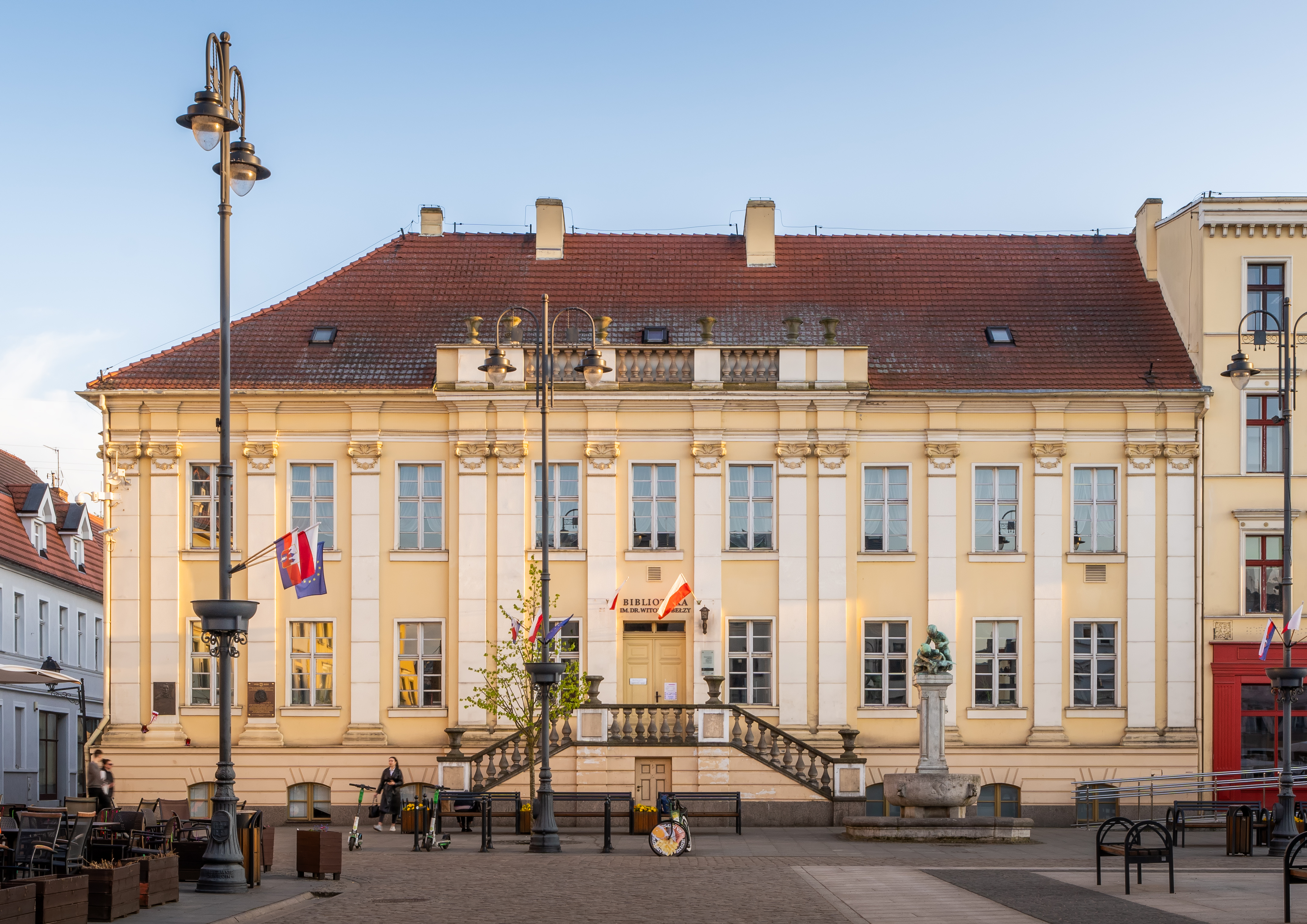
Воєводсько-муніципальна публічна бібліотека Бидгоща

Бидґощ є великим культурним центром Польщі, особливо в царині музичного мистецтва. Театральні традиції міста сягають своїми коренями XVII століття, коли на території єзуїтського колегіуму заснували театр. У 1824 році для театру спорудили постійну будівлю, яку в 1895 році реконструювали за проєктом відомого німецького архітектора Генріха Селінга з Берліна. Консерваторія Бидгоща заснована в 1904 році, а в 1905—1945 роках у місті функціонувала всесвітньо відома фабрика музичних інструментів (фортепіано) Бруно Зоммерфельда, численні оркестри та хори, як німецькі («Gesangverein», «Liedertafel»), так і польські (Св. Войцеха, «Халка», «Монюшка»). У 1880 році засновано музичний архів, у 1884 — Публічну бібліотеку, у 1903 — Муніципальну бібліотеку, у 1913 — центр артистичної освіти, у 1909 — перший кінотеатр. Центром польського культурного життя був заснований у 1907 році Польський дім, зруйнований німцями в 1919 році.

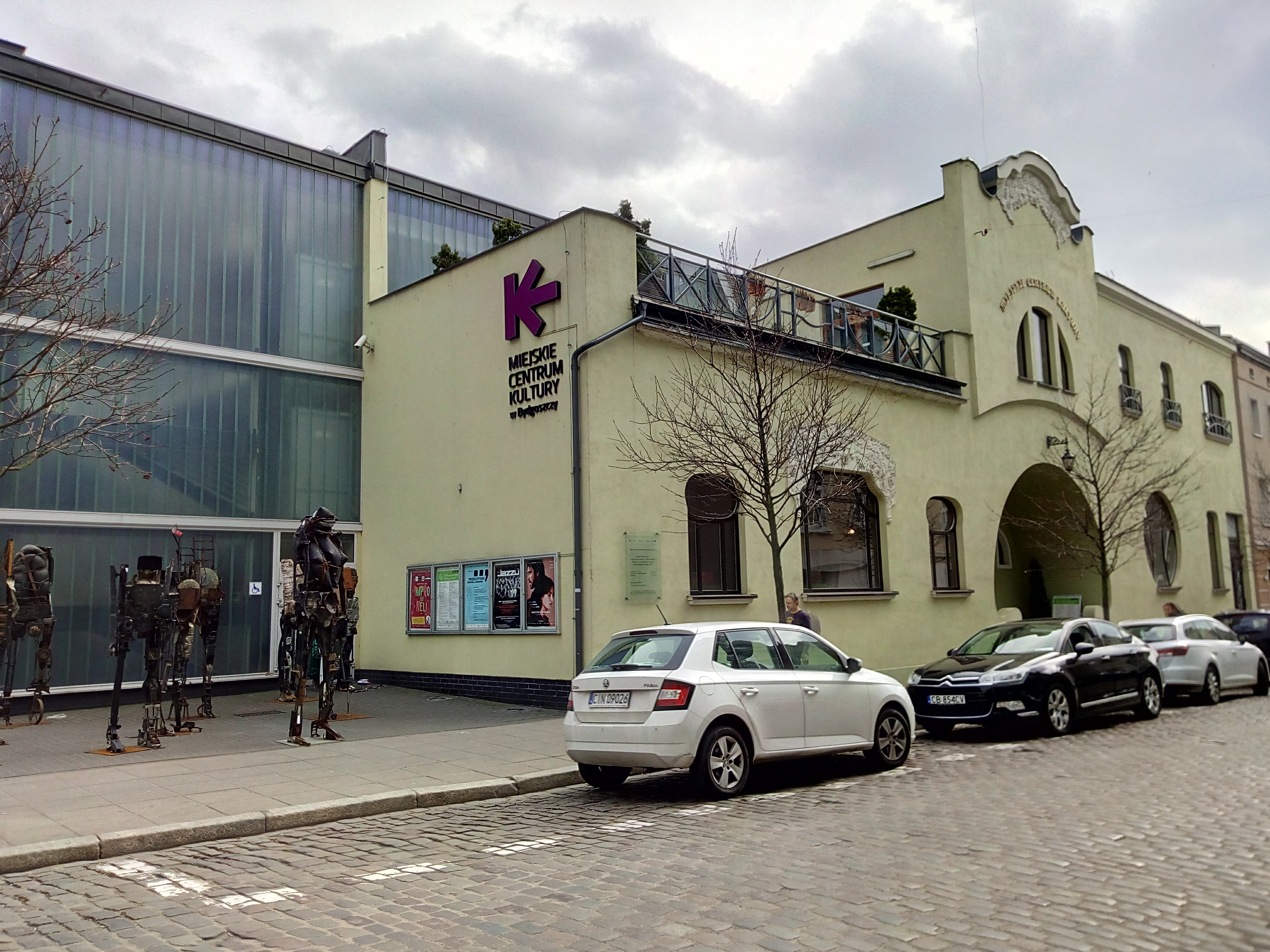
Муніципальний центр культури

Активізація польського руху (реполонізація) в Бидгощі у міжвоєнний період призвела до формування у 30-х роках XX століття нової польської культурної еліти, розвитку польського театрального життя, музики, художнього мистецтва, літератури. Після трагічних подій Другої світової війни процес культурного розвитку міста продовжився. У 50-х роках XX століття було засновано два музичних заклади: Поморську філармонію та Оперний театр. З 1974 року в місті функціонує Музична академія імені Фелікса Нововєйського.
У 2011 році в Бидгощі активно працюють понад 80 організацій, асоціацій, фондів, які беруть участь у реалізації культурних заходів. Вісім закладів культури отримують фінансування з бюджетів місцевих органів влади, гмін та воєводства. До них належать:
- Опера Нова;
- Поморська філармонія ім. Ігнація Яна Падеревського;
- Польський театр ім. Героніма Конєчки (Hieronim Konieczki);
- Воєводський центр культури та мистецтва «Stara Ochronka»;
- Муніципальний культурний центр;
- Міська галерея;
- Окружний музей ім. Леона Вичулковського;
- Воєводська і муніципальна публічна бібліотека ім. Вітольда Белзи (пол. Witold Bełza).

Культурне життя у місті також представлене заходами, які здійснюють Музична академія, Палац молоді, молодіжні культурні центри, більше десяти художніх галерей, музеїв. Нетрадиційне мистецтво пропагують різноманітні культурні асоціації та фонди, серед яких найвідоміші — Мистецьке об'єднання «Мозок», Eljazz, Культурний фонд «Yakiza» та Арх-Хаус [].
У 2010 році Бидгощ претендував на статус культурної столиці Європи 2016 року.

### Поморська філармонія

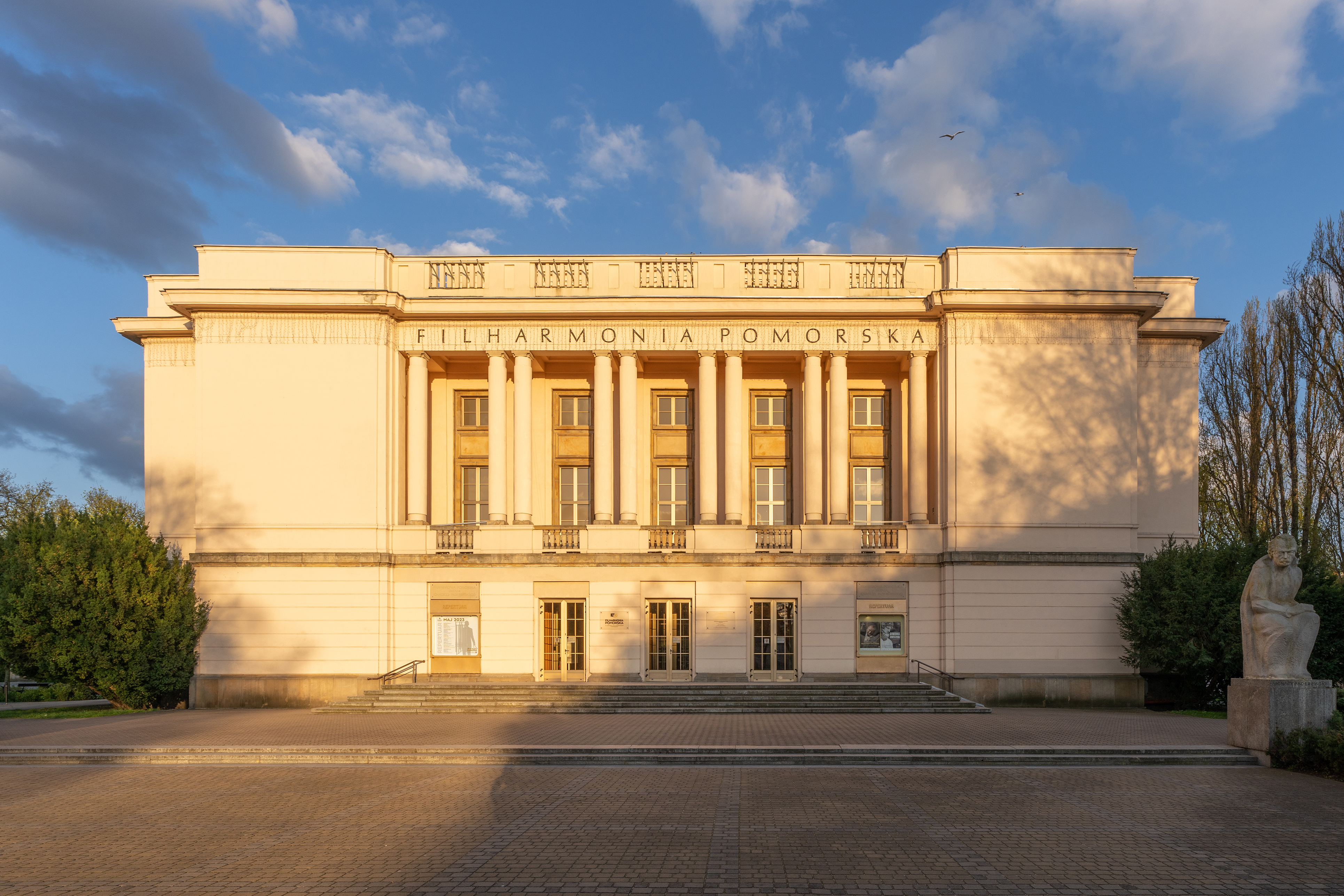
Поморська філармонія ім. Іґнація Яна Падеревського

Поморська філармонія ім. Ігнація Яна Падеревського існує з 1953 року, Концертний зал на 920 чоловік вважається за акустичними характеристиками одним із найкращих у Європі. Феноменальні акустичні характеристики філармонії привертають увагу артистів зі світовим ім'ям. Так, на сцені Поморської філармої виступали багато світових знаменитостей, серед яких Артур Рубінштейн, Бенджамін Бріттен, Лучано Паваротті, Шломо Мінц, Міша Майський, Кевін Кеннер, Курт Мазур, Казімєж Корд, Єжи Максимюк, Антоні Віт та інші.

### Нова Опера

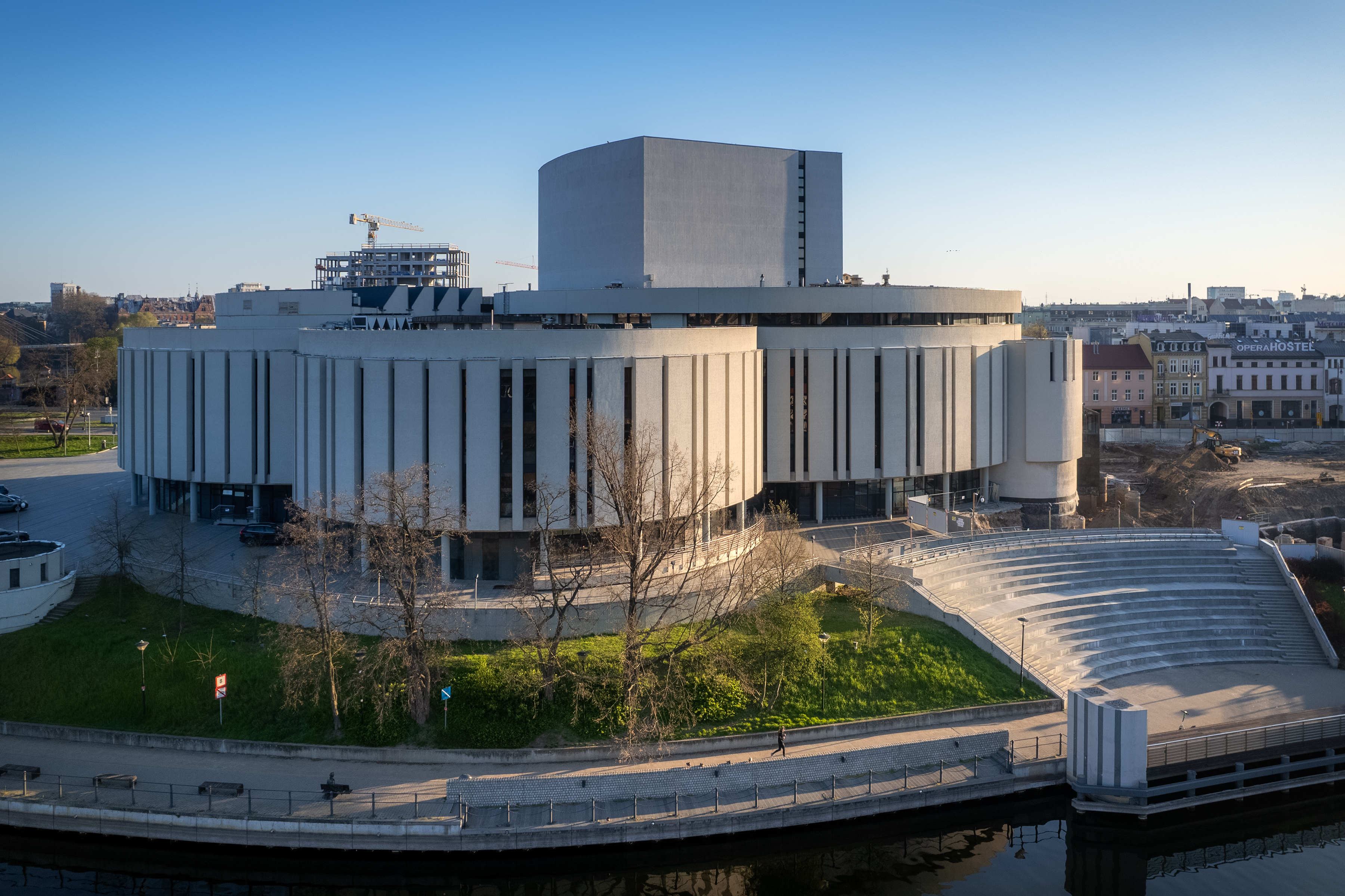
Нова опера на річкою Брдою

Нова опера була заснована в 1956 році, у 1974 році на березі річки Брди було започатковане будівництво нової оригінальної будівлі опери. Будівля Нової опери стала культурною вітриною Бидгоща у світі. У Бидгоській опері розпочинали свою кар'єру знані польські оперні примадонни Барбара Загурянська і Божена Бетлі, співаки: Юзеф (Йозеф) Фуллер, Флоріан Скульські та інші. На сцені Нової опери також виступали Антоніна Кавецька, Тереза Жиліс-Гара, Веслав Охман, іноземні артисти. З гастролями у Новій опері виступали театральні трупи Вроцлавської опери, театрів Ленінграду, Москви, Києва, Мінська, Лісабона.

### Хори
- Академічний хор Університету Казимира Великого;
- Комплекс Давньої Пісні Університету Казимира Великого, диригент Ян Лях;
- Академічний хор Музичної Академії;
- Камерний Хор Музичної Академії;
- Академічний хор Медичного Колегіуму УМК, диригент професор Януш Станецький;
- Академічний хор Вищої Школи Економіки, диригент Рафал Суйка;
- Академічний хор Куявсько-Поморської Вищої Школи.

## Пам'ятки

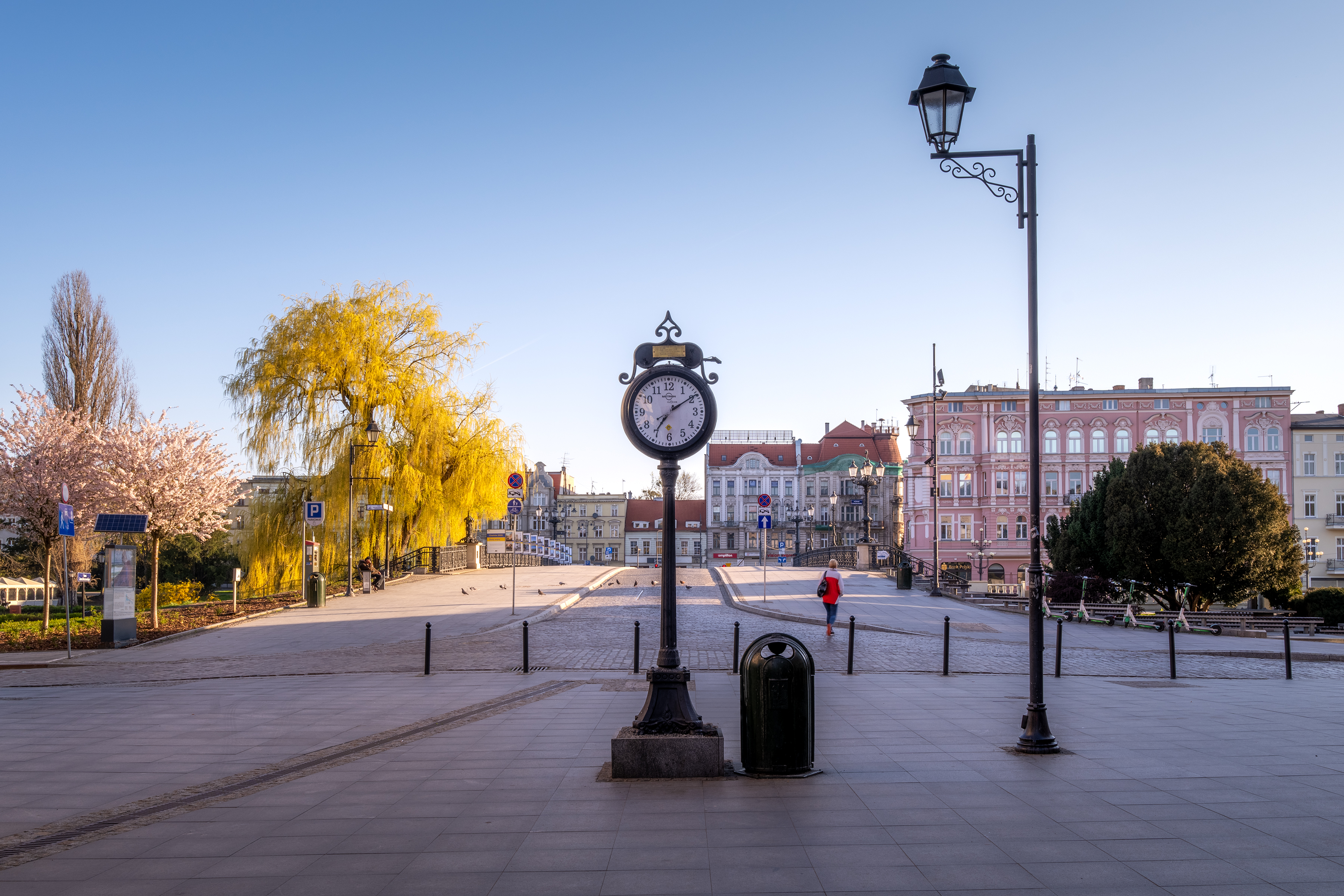
Вулиця Мостова

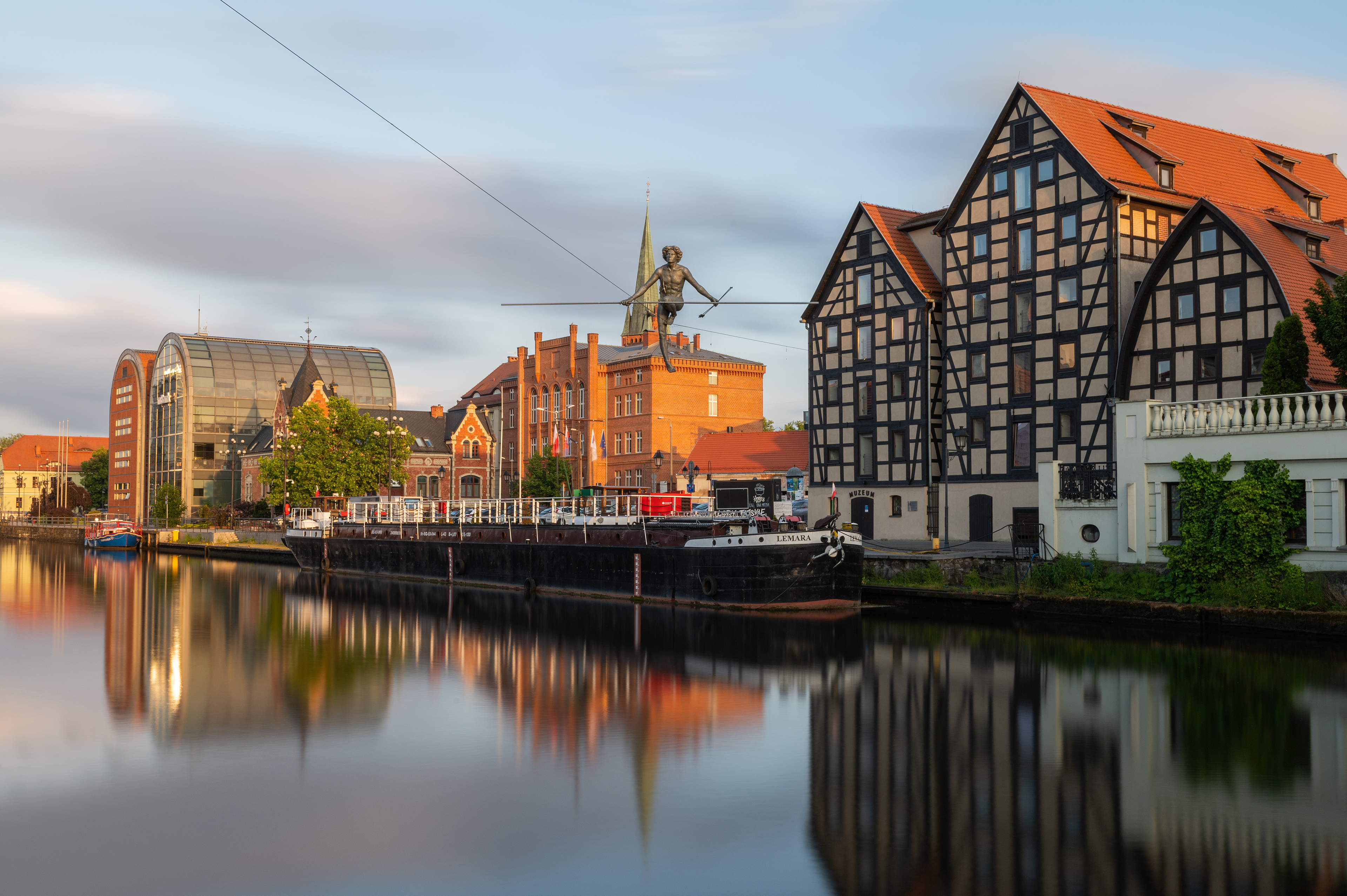
Вигляд на забудову Старого міста Бидгоща над річкою Брдою

- Фонтан «Потоп» авторства Фердинанда Лепського, збудований 1904 році у тогочасному саду Бидгоської Регенції (нині — парк імені Казимира Великого неподалік від площі Свободи (пол. plac Wolności)). До 1943 року фонтан був однією з найбільших прикрас міста. Згодом деякі вартісні частини фонтану були конфісковані на військові потреби. І лише 2004 року завдяки створеному соціальному комітету відбудови фонтану, скульптурна композиція фонтану була наново відлита з бронзи та встановлена у парку імені Казимира Великого.
- Скульптура «Лучник», вважається одним з символів Бидгоща, колись стояла на Театральній площі (пол. plac Teatralny), у сквері біля давно неіснуючого Міського театру, а нині розташована навпроти Польського театру у парку імені Яна Кохановського.
- Скульптура «Той, що перетинає річку» авторства Єжи Кендзьори, урочисто відкрита 1 травня 2004 року для увічнення входження Польщі до Європейського союзу.
- Водонапірна вежа, споруджена 1900 року за проєктом Франца Маршала на пагорбі імені Генерала Генрика Домбровського. Вежа виконувала важливу функцію в сучасній системі водопостачання Бидгоща. Нині у ній розташована тематична експозиція з історії водопостачання та каналізації міста.
- Зерносховища над Брдою, споруджені у 1793—1800 роках купцем Самуелем Ґотлібом Енґельманом. Початково комплекс при вулиці Гродзькій (пол. ul. Grodzka) мав п'ять будівель, що виконували функції крамниць. У 1960 році дві з них згоріли вшерть. Збережені будівлі 1962 року адаптували під експозицію бидгоського Окружного музею імені Леона Вичулковського.

## Спорт

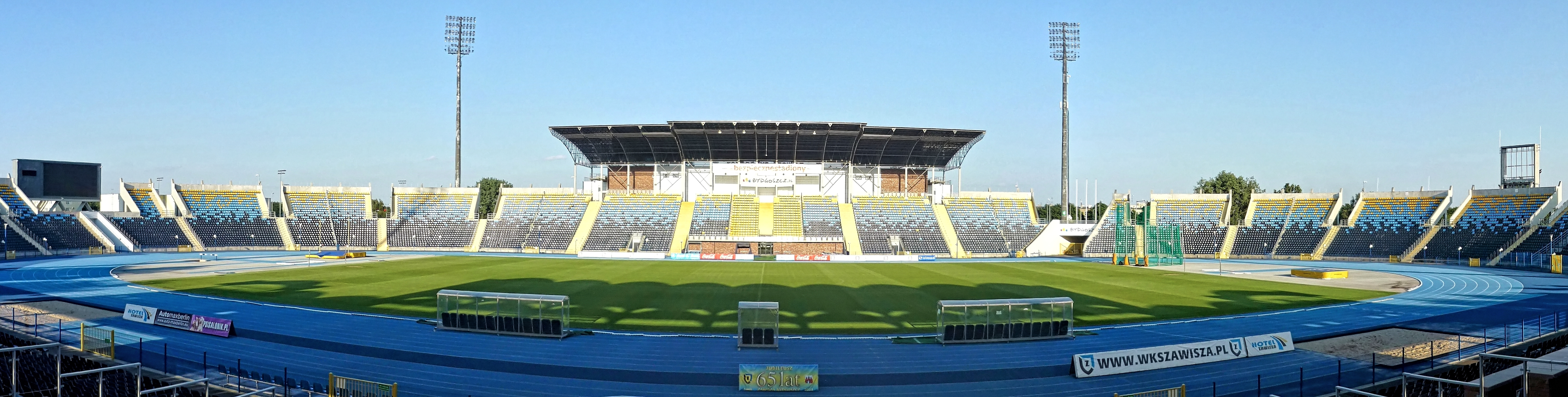
Стадіон імені Здзіслава Кшишковяка в Бидгощі

У липні 2016 року в місті відбувся Чемпіонат світу серед юніорів з легкої атлетики.
Влітку 2017 Бидгощ став одним із шістьох міст Польщі, які приймали молодіжний чемпіонат Європи з футболу.

### Спортивні споруди
- Стадіон імені Здзіслава Кшишков'яка

## Міста-побратими

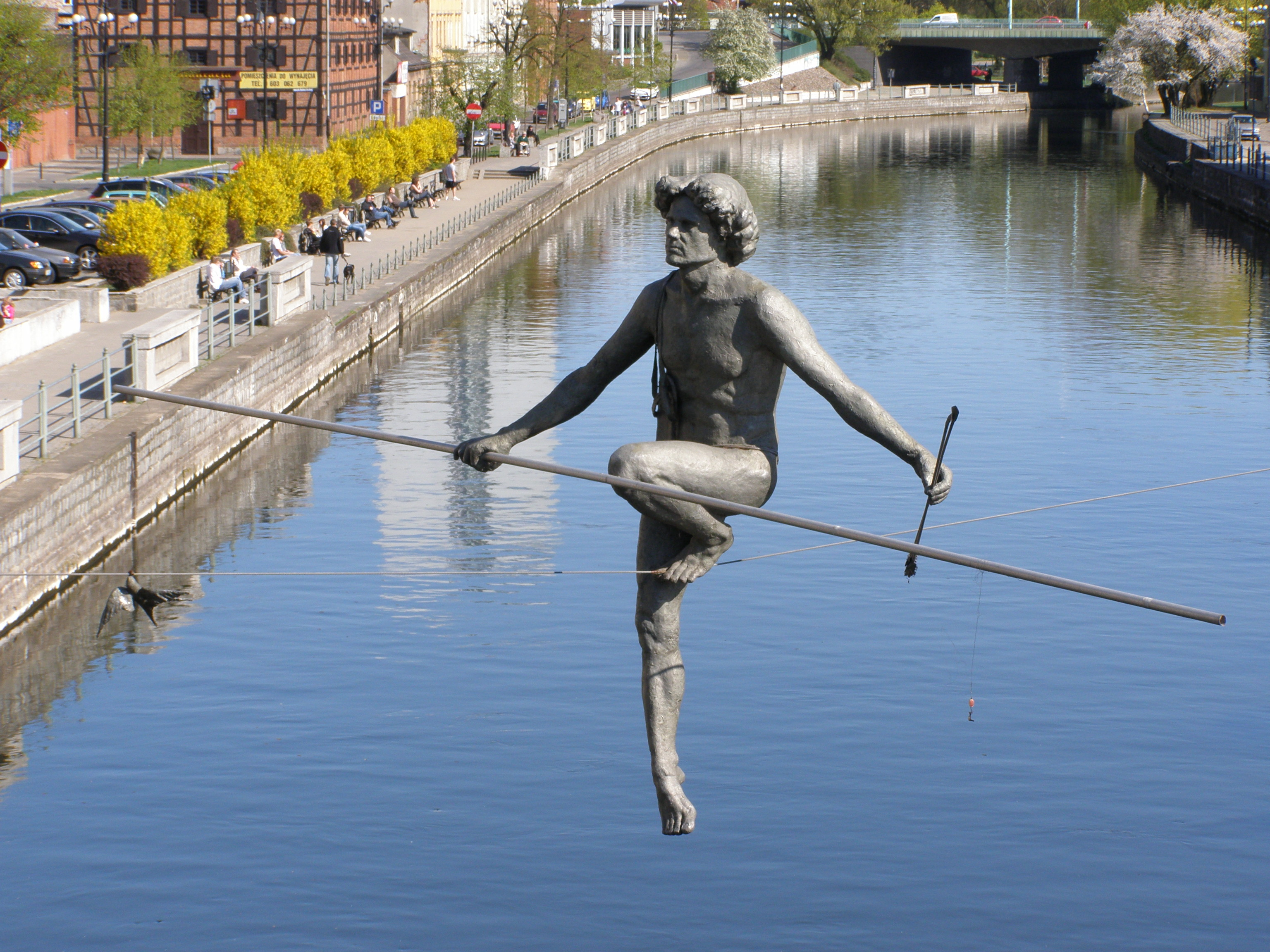
«Той, що перетинає річку»

- Вільгельмсгафен (нім. Wilhelmshafen), Німеччина
- Крагуєвац, Сербія
- Кременчук, Україна
- Мангейм (нім. Mannheim), Німеччина
- Нінбо (кит. трад. 宁波, спр. 寧波, піньїнь Níngbō), Китай
- Павлодар, Казахстан
- Патри (грец. Πάτρα, англ. Patras), Греція
- Перт (Шотландія) (англ. Perth), Шотландія
- Реджо-нель-Емілія (італ. Reggio Emiglia), Італія
- Темпе (нім. Tempe), Аризона, США
- Гартфорд (нім. Hartford), Коннектикут, США
- Черкаси, Україна